# Atrax
Atrax is een geslacht van spinnen uit de  familie van de Atracidae.

## Soorten
- Australische tunnelwebspin (Atrax robustus) Pickard-Cambridge, 1877
- Atrax sutherlandi Gray, 2010
- Atrax yorkmainorum Gray, 2010